# Ram On
Ram On (hebrejsky רָם אוֹן, v oficiálním seznamu sídel přepisováno Ram-On) je vesnice typu mošav v Izraeli v bloku vesnic Ta'anach, v Severním distriktu, v Oblastní radě Gilboa.

## Geeografie
Leží v Galileji, respektive v jižní části Jizre'elského údolí, v nadmořské výšce 76 metrů, 36 kilometrů jihozápadně od Galilejského jezera a 28 kilometrů západně od řeky Jordánu, v oblasti s intenzivním zemědělstvím.
Vesnice se nachází cca 9 kilometrů jižně od města Afula, cca 68 kilometrů severovýchodně od centra Tel Avivu a cca 40 kilometrů jihovýchodně od centra Haify. Ram On obývají Židé, přičemž osídlení v tomto regionu je ryze židovské. Výjimkou je vesnice Mukejbla, cca 3 kilometry východním směrem, kterou obývají izraelští Arabové. Ram On je situován na jižním okraji bloku plánovitě zřizovaných zemědělských vesnic Ta'anach - חבל תענך (Chevel Ta'anach).
Mošav leží necelý 1 kilometr severně od Zelené linie, která odděluje Izrael od okupovaného Západního břehu Jordánu. Od Západního břehu Jordánu byla ale tato oblast počátkem 21. století oddělena izraelskou bezpečnostní bariérou.
Ram On je na dopravní síť napojen pomocí lokální silnice číslo 6724.

## Dějiny
Ram On byl založen v roce 1960, kdy se sem členové mošavu přemístili z předchozí provizorní lokality Nurit, v prostoru masivu Gilboa (cca 1 kilometr jižně od vesnice Gid'ona). Ram On je pojmenován podle jednoho z členů zakladatelské skupiny tohoto mošavu - Ram Ona Pelediho (רם און פלדי), který byl v roce 1957 zabit během služby v jednotkách Nachal v Negevu. Zakladateli obce byly tři skupiny osadnických aktivistů, kteří prošli jednotkami Nachal.
V mošavu funguje průmyslový podnik Polyram (פולירם) na výrobu plastů. Během ekonomických potíží izraelských mošavů se Ram On zbavil většiny prvků kolektivismu v hospodaření. Koncem 90. let 20. století byl schválen plán stavební expanze vesnice sestávající z 200 bytových jednotek. Do roku 2003 jich už vyrostla cca polovina a usadili se zde i noví individuální rezidenti. Už počátkem 90. let 20. století se populace zdvojnásobila díky výstavbě nových domů. Ta nyní pokračuje etapou C s 23 volnými parcelami.
V obci funguje zdravotní středisko, obchod a sportovní areály.

## Demografie
Obyvatelstvo mošavu Ram On je sekulární. Podle údajů z roku 2014 tvořili naprostou většinu obyvatel v Ram On Židé (včetně statistické kategorie "ostatní", která zahrnuje nearabské obyvatele židovského původu ale bez formální příslušnosti k židovskému náboženství).
Jde o menší sídlo vesnického typu s dlouhodobě rostoucí populací. K 31. prosinci 2014 zde žilo 967 lidí. Během roku 2014 populace stoupla o 3,3 %.
| Rok            | 1961 | 1972 | 1983 | 1995 | 2001 | 2003 | 2004 | 2005 | 2006 | 2007 | 2008 | 2009 | 2010 | 2011 | 2012 | 2013 | 2014 |
| -------------- | ---- | ---- | ---- | ---- | ---- | ---- | ---- | ---- | ---- | ---- | ---- | ---- | ---- | ---- | ---- | ---- | ---- |
| Počet obyvatel | 68   | 254  | 370  | 326  | 486  | 553  | 596  | 627  | 633  | 683  | 740  | 859  | 904  | 925  | 948  | 936  | 967  |